# Wonder Stories
Wonder Stories (Air Wonder Stories, Science Wonder Stories, Science Wonder Quarterly ou Thrilling Wonder Stories), est un magazine de l'âge d'or de la science-fiction et du Pulp, édité par Hugo Gernsback au sein de sa compagnie Experimenter Publishing. Ce magazine, qui parut de 1929 à 1955, influença les comics.

## Historique de la publication
Se plaçant parmi les premières revues de science-fiction, Wonder Stories fut publié sous différents titres de 1929 à 1955. Cette revue fut créée par Hugo Gernsback en 1929 après l'abandon de son premier magazine de science-fiction Amazing Stories, Experimenter Publishing ayant déposé le bilan. Quelques mois après cette débâcle, Gernsback créa trois nouvelles revues : Air Wonder Stories, Science Wonder Stories et Science Wonder Quarterly.
Air Wonder Stories et Science Wonder Stories furent rassemblées en 1930 sous le titre de Wonder Stories, tandis que la revue trimestrielle Science Wonder Quarterly fut renommée Wonder Stories Quarterly. Ces magazines n'ayant pas remporté le succès financier escompté, Gernsback vendit Wonder Stories en 1936 aux éditions Beacon Publications tenues par Ned Pines. Renommé Thrilling Wonder Stories, cette revue fut encore publiée pendant 20 ans. Le dernier numéro parut à l'hiver 1955 puis elle fut intégrée à Startling Stories, autre revue de science-fiction tenue par Ned Pines. Cette dernière cessa finalement toute activité en fin d'année 1955, succombant au déclin général de l'industrie du Pulp.
Gernsback travailla avec les éditeurs David Lasser – qui œuvra avec ardeur afin d'améliorer la qualité des fictions proposées – et, dès 1933, avec Charles Hornig. Ceux-ci publièrent quelques récits ayant connu une bonne réception (par exemple "A Martian Odyssey" ("L'Odyssée Martienne") de Stanley G. Weinbaum) mais leurs efforts, et notamment ceux de Hornig, restèrent dans l'ombre face au succès d'Astounding Stories, devenue la revue de référence en matière de science-fiction. En tant que Thrilling Wonder Stories, le magazine n'a d'abord pas su parvenir à une meilleure qualité. Au début des années 40, il visait principalement un jeune public, adoptant un style superficiel et montrant en couverture de jolies femmes aux tenues spatiales très légères. Par la suite, les rédacteurs proposèrent un contenu plus mature : d'après l'historien de science-fiction Mike Ashley, le magazine rivalisa quelque temps à la fin des années 1940 avec Astounding Stories.

## Auteurs
- Alexander M. Phillips (1907 - 1991)
- Arthur Leo Zagat (1895 - 1948)
- Arthur K. Barnes (1911 – 1969)
- Clifford D. Simak
- David H. Keller
- Edmond Hamilton
- Edward Elmer Smith
- Eric Temple Bell
- Edward E. Chappelow
- Ed Earl Repp (1901 - 1979)
- George Paul Bauer
- Harry D. Parker
- Herman Potočnik
- Hugo Gernsback
- H. Warner Munn (1903 - 1981)
- Isaac Asimov
- John Wyndham aka. John Beynon Harris
- Jack Williamson
- Jack Vance
- Jerry Siegel
- Julian May
- Laurence Manning (1899 – 1972)
- Lloyd Arthur Eshbach (1910 - 2003)
- Manly Wade Wellman (1903 – 1986)
- Malcolm Jameson (1891 – 1945)
- Mort Weisinger
- Nat Schachner (1895 - 1955)
- Nelson S. Bond (1908 - 2006)
- Neil R. Jones (1909 - 1988)
- Otto Binder & Earl Binder
- Otto Willi Gail
- Oliver E. Saari
- Philip Barshofsky
- Philip Jacques Bartel
- Ray Cummings (1887 - 1957)
- Ray Bradbury
- Robert A. Heinlein
- Raymond F. Jones
- Raymond Z. Gallun (1911 - 1994)
- Samuel Mines (1909 - 1986)
- Stanley G. Weinbaum
- Wesley Arnold
- Willy Ley (1906 - 1969)
- Frank K. Kelly

## Illustrateurs
- Alex Schomburg
- Frank R. Paul (1884 - 1963)
- Rudolph Belarsky (1911 - 2006)
- Emsh
- Jack Coggins

### Française
- Les Meilleurs Récits de Thrilling wonder stories, no 663 (J'ai lu)
- L'Homme dissocié (Nat Schachner, huit nouvelles extraites de Wonder Stories, J'ai lu, 1973)

### Américaine
- Wonder Stories de 1929 à 1955